# Podatki w Unii Europejskiej
Podatki w Unii Europejskiej można podzielić na podatki bezpośrednie i pośrednie. Jedynie podatki pośrednie zostały zharmonizowane, natomiast podatki bezpośrednie są zróżnicowane w poszczególnych krajach członkowskich. 

## Podatek VAT
Stawka podstawowa (ang. standard rate) podatku VAT nie może być niższa niż 15%, nie ma natomiast ustalonej górnej granicy (obecnie najwyższa stawka w UE i na świecie jest na Węgrzech, wynosi 27%). Dodatkowo każdy kraj członkowski może zastosować tylko jedną stawkę obniżoną (reduced rate) w stosunku do stawki podstawowej. Stawka zerowa VAT (zero rate) może być stosowana jedynie w stosunku do dostaw wewnątrzwspólnotowych oraz eksportu towarów do krajów trzecich (niebędących członkami UE). Obecnie kraje członkowskie zgodnie z wynegocjowanymi warunkami mogą stosować stawkę przejściową (parking rate). Dla przykładu w Polsce stawką przejściową jest obniżona stawka 8% oraz stawka 5%.

## Podatki bezpośrednie w krajach Unii Europejskiej
Dania
- podatki w Danii

Malta
- taxxa fug l-income (maltański) – podatek dochodowy zarówno od osób indywidualnych, jak i zysków firm stosowany na Malcie. Osoby fizyczne są opodatkowane jedną z sześciu stawek progresywnych: 0, 15, 20, 25, 30 lub 35%. Zyski firm są opodatkowane stawką liniową 35%.

Irlandia
- W Irlandii stosuje się dwie stawki tego podatku: 20 i 41%

| Skala podatkowa w roku 2007 | Skala podatkowa w roku 2007 | Skala podatkowa w roku 2007   |
| --------------------------- | --------------------------- | ----------------------------- |
| Ponad                       | Do                          | Podatek wynosi                |
|                             | 34 000 EUR                  | 20%                           |
| 34 001 EUR                  |                             | 41% nadwyżki ponad 34 000 EUR |